# Santiago Peña
Santiago Peña Palacios (født 16. november 1978) er en paraguaysk politiker og økonom som har været Paraguays præsident siden august 2023. Han har tidligere været direktør i Paraguays centralbank og var finansminister fra 2015 til 2017.
Peña har kandidatgrader fra Universidad Católica "Nuestra Señora de la Asunción" (2001) og School of International and Public Affairs på Columbia University i New York, USA (2003).
Han har været økonomiprofessor på det katolske universitet i Asunción og arbejdet i Den Internationale Valutafond i Washington D.C. I 2012 blev han udnævnt til direktør i Paraguays centralbank. Peña blev finansminister i 2015 i præsident Horacio Cartes' regering.
Peña meldte sig ind i Colorado-partiet 29. oktober 2016, efter at have tidligere været medlem af Autentisk Liberalt Parti (PLRA) siden har var 17 år gammel. Peñas medlemskab af Colorado skabte kontrovers med beskyldninger om, at han kun skiftede parti fordi præsident Cartes ville at afskedige regeringsmedlemmer, som ikke var medlemmer af Colorado. Peña udgav en erklæring om, at han havde tilsluttet sig partiet på grund af dets fokus på at udvikle Paraguay.
Peña vandt præsidentvalget i Paraguay 30. april 2023 med omkring 43 % af stemmerne, foran Efrain Alegre fra PLRA og den højrepopulistiske Paraguayo Cubas.